# Herbert Wildman
Herbert „Herb“ Henry Wildman (* 6. September 1912 in Marion, Ohio; † 13. Oktober 1989 in Los Angeles, Kalifornien) war ein Wasserballspieler, der mit der Nationalmannschaft der Vereinigten Staaten Olympiadritter 1932 war.

## Karriere
Wildman besuchte die High School in Venice und schloss sich anschließend dem Los Angeles Athletic Club an.
Bei den Olympischen Spielen 1932 in seiner Heimatstadt war Wildman der Torhüter der US-Mannschaft. Er wehrte alle Strafwürfe gegen seine Mannschaft ab. Die Mannschaft gewann gegen Brasilien und Japan, spielte 4:4 gegen die deutsche Mannschaft und verlor gegen die Ungarn. Am Ende gewannen die Ungarn die Goldmedaille. Dahinter lagen die deutsche Mannschaft und das US-Team nach Punkten gleichauf, wegen der besseren Tordifferenz erhielten die Deutschen die Silbermedaille und die Mannschaft aus den Vereinigten Staaten Bronze.
1936 in Berlin waren Fred Lauer und Herbert Wildman die beiden Torhüter der Mannschaft aus den Vereinigten Staaten. Lauer hütete bei der Niederlage gegen Belgien das Tor, Wildman bei der Niederlage gegen die Niederlande und beim Sieg gegen Uruguay. Die amerikanische Mannschaft schied nach der Vorrunde aus.
Wildman betrieb eine Autoreparaturwerkstatt und war Präsident im Rotary Club von Venice.